# Jurij Michajlovič Lužkov
Jurij Michajlovič Lužkov (in russo Юрий Михайлович Лужков?; Mosca, 21 settembre 1936 – Monaco di Baviera, 10 dicembre 2019) è stato un politico russo.
È stato il secondo Sindaco di Mosca (1992-2010) e copresidente del Consiglio supremo del partito «Russia Unita» (2001-2010). Inoltre è stato decano della facoltà di amministrazione delle grandi città all'Università internazionale di Mosca.

## Biografia

### Periodo sovietico
Nacque il 21 settembre 1936 a Mosca nella famiglia di un operaio carpentiere. Gli avi per via paterna vivevano nel villaggio, ora scomparso, di Lužkovo, nel governatorato di Tver'; il padre Michail Andreevič (1902-1975) nacque nel villaggio Molodoj Tud (ora provincia di Olenino nella regione di Tver'); nel 1928 si trasferì a Mosca dove trovò lavoro in un deposito di prodotti petroliferi. La madre, Anna Petrovna Lužkova (nata Syropjatova, 1912-1994), nata nel villaggio di Kalegino (nel Baškortostan), lavorava in fabbrica come manovale.
Nel 1953 terminò la scuola. Gli ultimi tre anni (classi 8-10) Jurij Lužkov studiò nella scuola n. 1259 (all'epoca n. 529). Nel 1954 lavorò nella prima squadra studentesca dissodando le terre vergini in Kazakistan (assieme a A. P. Vladislavlev). Terminò l'Istituto Gubkin dell'industria petrolchimica e del gas. Durante gli studi lavorò attivamente nel Komsomol organizzando manifestazioni pubbliche.
Dal 1958 al 1963 lavorò all'Istituto di ricerca scientifica delle materie plastiche in qualità di giovane collaboratore scientifico, capogruppo e viceresponsabile del laboratorio di automatizzazione dei processi tecnologici.
Dal 1964 al 1971 fu capo della sezione per l'automatizzazione di comando del Comitato statale di chimica, dal 1971 al 1974 fu capo della sezione dei sistemi di comando automatizzati (ASU) del Ministero dell'industria chimica dell'URSS.
Nel 1974 Ju. M. Lužkov fu nominato direttore dell'Ufficio sperimentale di costruzione di automazione (OKBA). Dal 1980 fu direttore generale dell'Unione scientifica di produzione «Chimavtomatika» nella quale rientrava anche il moscovita OKBA che diresse in precedenza. Dal 1986 fu capo della direzione scientifica e tecnica del Ministero dell'industria chimica dell'URSS.
Membro del PCUS dal 1968 fino al suo divieto nell'agosto 1991. Nel 1975 fu eletto deputato del popolo del consiglio provinciale di Babuškino (Mosca), mentre dal 1977 al 1991 del Consiglio cittadino di Mosca (Mossovet). Fu deputato dell'XI legislatura del Soviet Supremo della RSFS Russa (1987-1990).
Nel 1987 per iniziativa del nuovo primo segretario del Mossovet Boris El'cin che stava raccogliendo attorno a sé giovani quadri fu nominato primo vicepresidente del Comitato esecutivo cittadino di Mosca (Mosgorispolkom). Contemporaneamente Lužkov divenne presidente del Comitato cittadino per l'industria agricola e diresse la Commissione cittadina per l'attività di lavoro cooperativo e individuale. Segretario di questa commissione era Elena Baturina, futura moglie di Lužkov (dal 1991). Nell'aprile 1990 alla prima sessione del neoeletto, democraticamente, consiglio cittadino, fu nominato presidente del Mosgorispolkom in seguito alle dimissioni di Valerij Sajkin, ultimo presidente comunista del Comitato esecutivo. Il nuovo presidente del Mossovet, Gavriil Popov, su raccomandazione di Boris El'cin, promosse Lužkov alla carica di presidente del Mosgorispolkom.
Nel giugno 1991 alle prime elezioni per il sindaco di Mosca Lužkov fu eletto vicesindaco, mentre G. Popov come sindaco. Nel luglio 1991 divenne premier dell'amministrazione di Mosca, creato al posto del Mosgorispolkom.
All'epoca degli eventi dell'agosto 1991 Lužkov prese parte attiva alle manifestazioni in difesa della Casa Bianca assieme alla moglie incinta.

### Sindaco di Mosca

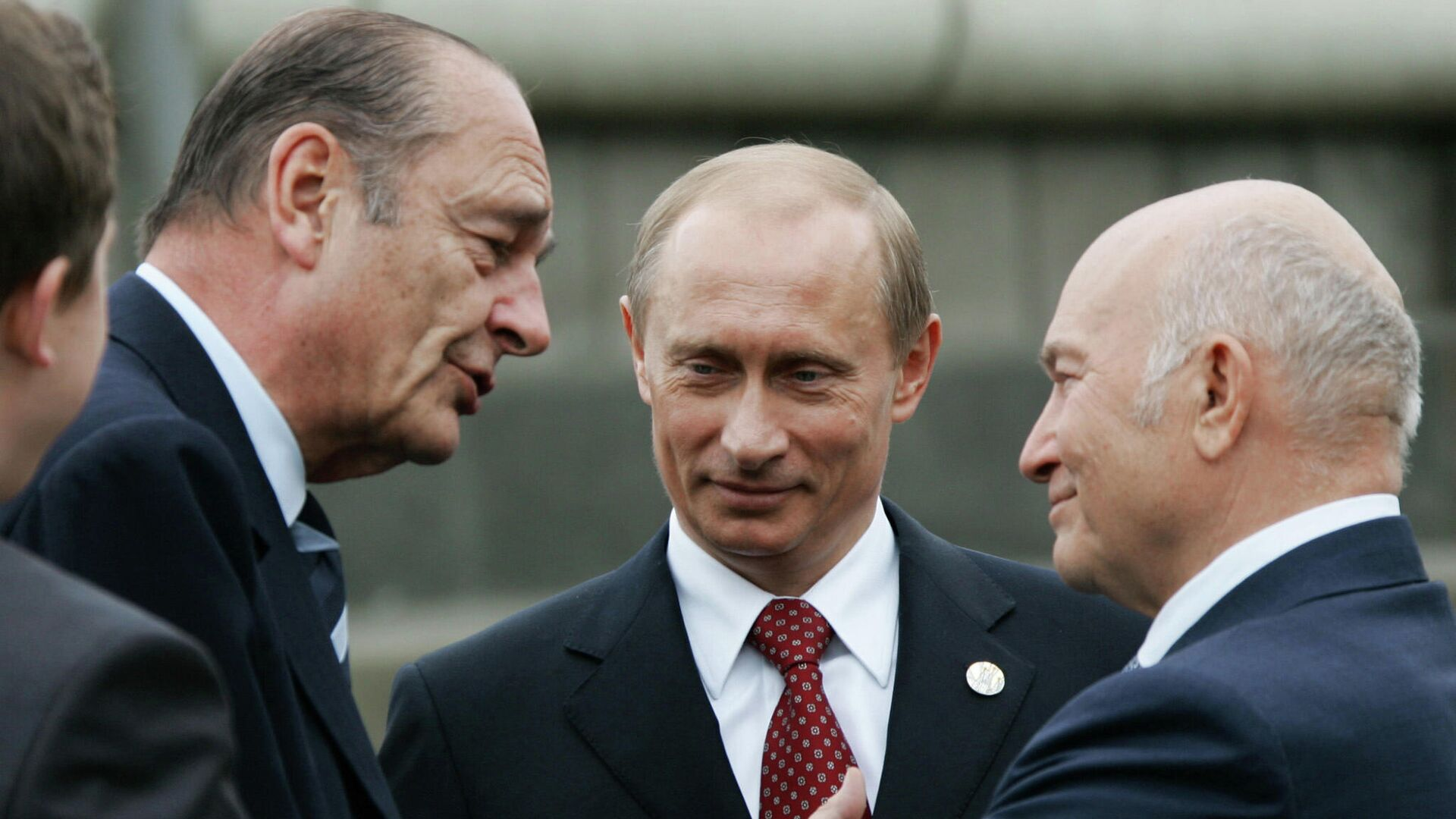
Lužkov con Vladimir Putin e Jacques Chirac, 9 maggio 2005

Il 6 giugno 1992 il sindaco di Mosca Gavriil Popov diede le dimissioni per colpa del ritardo con cui fornì la popolazione di beni alimentari, alcuni dei quali venivano distribuiti tramite dei buoni (talony) e in quantità limitata. Col decreto del Presidente della Russia Boris El'cin Lužkov fu nominato sindaco di Mosca conservando con sé la carica di premier dell'amministrazione cittadina e in seguito per tre volte consecutive fu rieletto sindaco della capitale (nel 1996 raccolse l'87,5%, nel 1999 il 69,89%, nel 2003 il 74,81% dei voti degli elettori; come vicesindaco le prime due volte fu eletto Valerij Šancev, in seguito questa carica smise di essere elettiva).
Nell'ottobre 1993 all'epoca della dispersione del Soviet Supremo della RSFSR si schierò a fianco di El'cin. Su sua disposizione l'edificio del parlamento assieme alle abitazioni vicine furono isolati da tutte le comunicazioni.
Nel dicembre 1994 Lužkov fondò la prima compagnia televisiva in Russia, la «Teleėkspo» (Телеэкспо).
Nel 1995 partecipò alla creazione del movimento «La nostra casa Russia» (Наш дом — Россия) e lo appoggiò alle elezioni della Duma alla fine di quell'anno senza però mai iscriversi.
Nel 1996 prese parte attiva alla campagna presidenziale appoggiando El'cin.
Alla fine del 1996 su iniziativa di Lužkov il Consiglio della Federazione riconobbe Sebastopoli come parte del territorio russo e giudicò la politica dell'Ucraina sul fatto della sua separazione in contraddizione con il diritto internazionale.

### Critiche a El'cin, sostegno a Putin

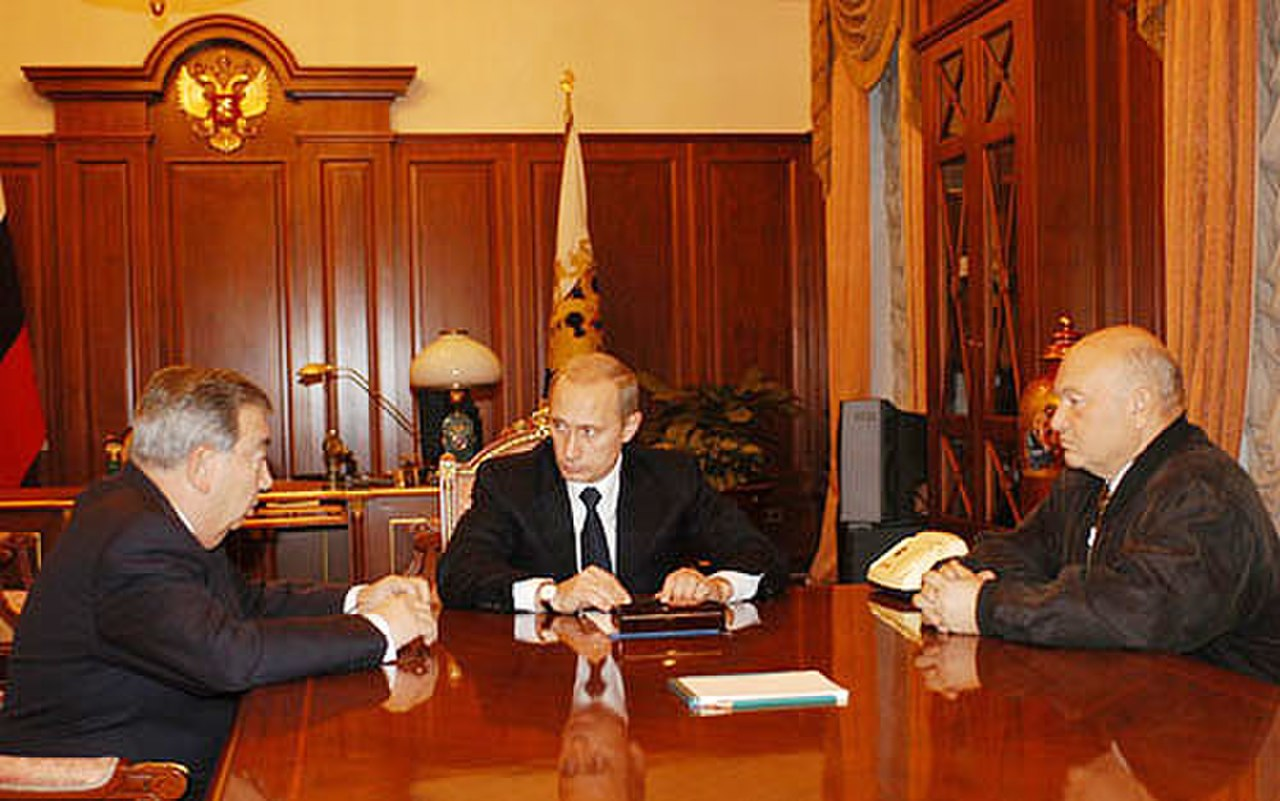
Lužkov con Primakov e Putin nel 2002

Nel 1998, mentre i problemi politici di Boris El'cin crescevano in parte a causa della crisi economica di agosto, Lužkov formò la sua fazione politica nazionale, Patria (Otečestvo, Отечество), per fungere da base per le imminenti elezioni presidenziali. Patria ha avuto il sostegno di molti potenti politici regionali e ha ottenuto ulteriore sostegno quando si è fusa con un altro partito, Vsja Rossija (Tutta la Russia) per formare Otečestvo-Vsja Rossija. Molti osservatori della politica russa credevano che Lužkov e il suo nuovo alleato, l'ex primo ministro Evgenij Primakov, avrebbero probabilmente sostituito sia El'cin che la sua cerchia ristretta alle elezioni parlamentari e presidenziali che si sarebbero tenute rispettivamente alla fine del 1999 e alla metà del 2000.
Tuttavia, le fortune di Lužkov cambiarono quando Boris El'cin nominò Vladimir Putin Primo Ministro nell'agosto 1999. Sebbene fosse praticamente sconosciuto quando fu nominato per la prima volta,  Putin ottenne rapidamente il sostegno popolare grazie a una legge e un ordine intransigenti e con il sostegno di potenti media e interessi economici di proprietà dello stato e alleati dello stato. La combattuta campagna della Duma dell'autunno 1999 si è conclusa con Otečestvo-Vsja Rossija solo al 3º posto. Compromettendo, Lužkov e il suo partito accettarono l'integrazione con il partito pro-Putin Unity nel partito unico Russia Unita, e ha sostenuto Putin nelle elezioni presidenziali del 2000, che ha vinto facilmente. Sebbene fosse ancora co-presidente della Russia Unit, in seguito Lužkov divenne meno attivo nella politica federale.

### Le iniziative a Mosca

#### Traffico
Sotto il governo di Lužkov, Mosca ha vissuto un boom edilizio ed è diventata una delle città più attraenti del mondo per gli investimenti immobiliari nel 2008 secondo PriceWaterhouseCoopers: sono stati costruiti un gran numero di edifici residenziali e per uffici e le infrastrutture della città sono state notevolmente migliorate. 

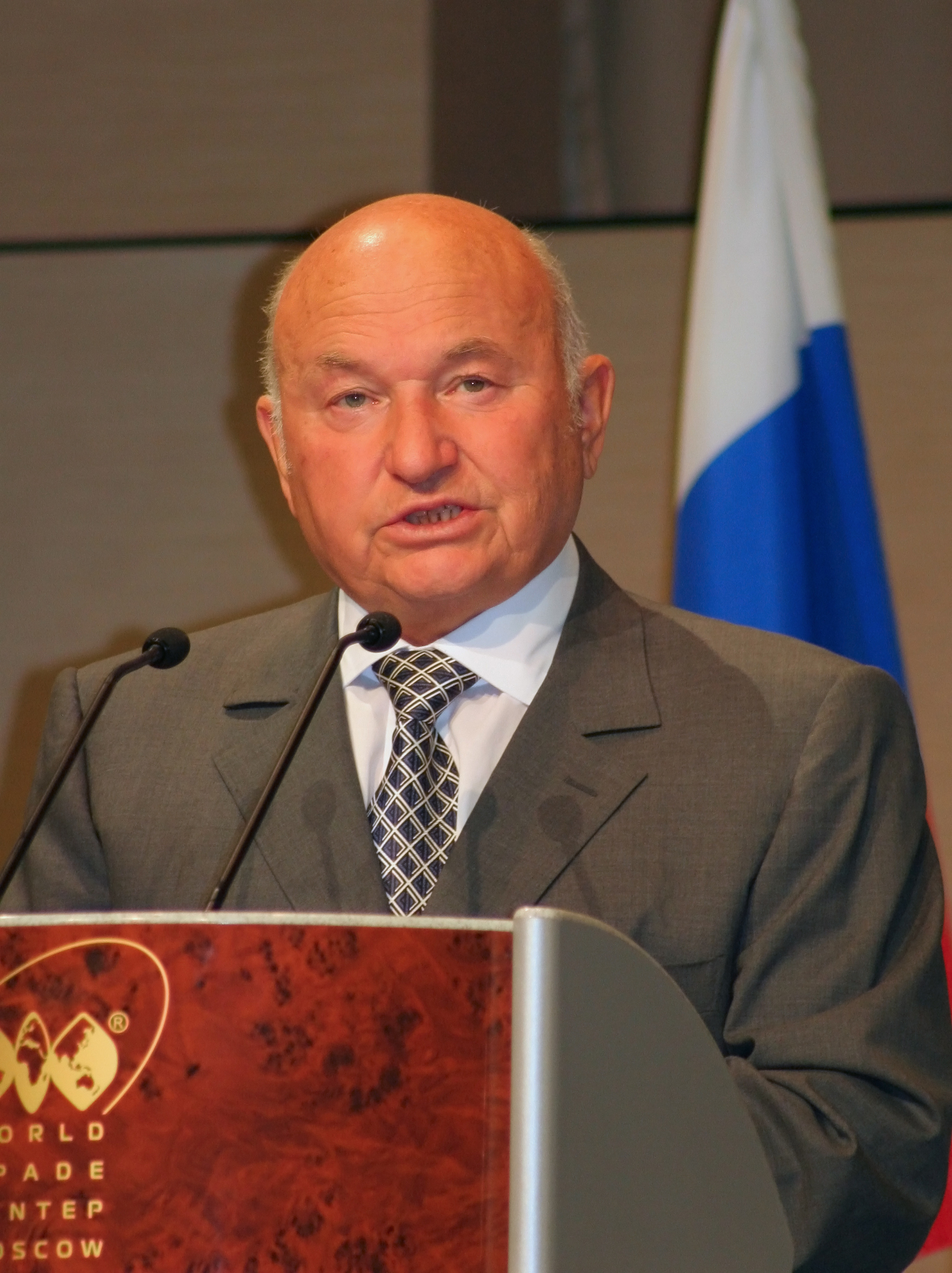
Jurij Lužkov nel 2010

Dopo il crollo dell'URSS, il numero di auto private iniziò ad aumentare, in media, di 150-200 mila automobili all'anno, il che creò a Mosca gravi problemi di traffico. Sotto Lužkov, il sistema di trasporto cittadino è stato ampliato in modo significativo. La terza circonvallazione è stata costruita per alleviare il problema del traffico e la circonvallazione MKAD è stata ricostruita per gestire quantità crescenti di traffico così come la quarta circonvallazione. La maggior parte delle strade principali della città sono state potenziate con autostrade sopraelevate e incroci stradali. La metropolitana di Mosca si espanse oltre i confini della città. Durante questo periodo furono introdotti nuovi sistemi di trasporto per Mosca come il sistema ferroviario di media capacità e monorotaia.

#### Architettura
Sotto la guida di Lužkov, Mosca fu notevolmente modernizzata. Sono state costruite un numero significativo di case di vetro e metallo, grattacieli come a Moskva-City, il centro commerciale internazionale. Anche la cattedrale di Cristo Salvatore è stata ricostruita e il parco della Vittoria di Mosca è stato aperto per celebrare il 50º anniversario della vittoria nella seconda guerra mondiale. Negli anni '90 sono state ricostruite la Cattedrale di Kazan' e la Porta Iberica, nel 1995 è stato ricostruito il Teatro Bol'šoj. Successivamente la città ricostruì un frammento dello storico muro di Kitaj-gorod e restaurò gli interni del Palazzo Petrovskij; diversi parchi pubblici, tra cui Kuskovo e Kuzminki. Nel 2008, Lužkov ha avviato la ricostruzione della chiesa di San Clemente e di piazza Chitrovskaja. 
Allo stesso tempo furono ricostruiti o demoliti molti dei vecchi monumenti sovietici, come l'albergo Rossija o Voentorg, vari edifici storici come diversi intorno alla chiesa Kadaši in prossimità del Cremlino. Molti quartieri, come Zamosvkoreč'e, sono stati radicalmente cambiati. Lo scultore Zurab Cereteli ha goduto del sostegno personale di Lužkov per ambientare molte delle sue opere sulla città.
Di conseguenza, molte ONG hanno incolpato Lužkov e il suo governo per "la distruzione di gran parte della storia di Mosca" così come per "aver demolito il patrimonio architettonico di Mosca e averlo sostituito con finti palazzi" (The Guardian), inclusa la costruzione del palazzo di Caterina II a Caricyno e la ricostruzione del Palazzo Kolomenskoe dello zar Alessio (demolito già nel XVIII secolo). 
Nel 1999, al fine di migliorare le condizioni abitative dei moscoviti, Jurij Lužkov ha avviato un importante programma di demolizione per sostituire i vecchi condomini di cinque piani di Mosca che non erano adatti alla ristrutturazione a causa della tecnologia obsoleta utilizzata durante la loro costruzione: "1.722 di loro saranno rasi al suolo entro il 2010. Le autorità hanno stabilito che i condomini potevano essere demoliti e sostituiti solo dopo che i suoi residenti erano stati trasferiti in nuove abitazioni". 

#### Registrazione
Nell'Unione Sovietica ogni cittadino doveva vivere dove aveva una residenza permanente (propiska), poiché il governo voleva limitare la migrazione incontrollata e i senzatetto. Poiché la maggior parte degli appartamenti nelle grandi città erano di proprietà statale, era anche difficile affittare legalmente una casa (nelle città più piccole una parte delle case era privata, quindi era possibile firmare un contratto di affitto). Questo è stato cambiato dopo la perestrojka, che ha permesso alle persone di affittare temporaneamente appartamenti ora privati. 
Tuttavia, Mosca sotto Lužkov ha suggerito diverse restrizioni a questa regola, mantenendo parzialmente il vecchio sistema. Ogni non residente, che arriva in città, deve iscriversi alla polizia locale entro 90 giorni dal suo arrivo. La multa per non conformità è di 2500 rubli di sanzione e lui o lei avrebbe difficoltà a trovare un impiego legale. La polizia di Mosca chiede spesso l'identificazione delle persone per verificare se hanno una propiska. 
La motivazione di Lužkov per la registrazione era che le infrastrutture della città di Mosca non potevano gestire una popolazione in rapida crescita. Alcune delle limitazioni più evidenti sono state rimosse dalla Corte Suprema e dalla Corte Costituzionale dopo un lungo litigio con gli avvocati di Lužkov, rendendo il processo di registrazione un po' più semplice. Nel 2003 Privacy International ha assegnato a Lužkov il secondo posto nel suo Premio più stupido per le regole della propiska. 

#### Popolarità
Nell'aprile 2001, il 63% dei residenti di Mosca aveva una visione buona o molto buona del sindaco Lužkov. Tuttavia, le valutazioni di Lužkov sono costantemente diminuite e, secondo l'ultimo sondaggio dell'ottobre 2009, solo il 36% dei moscoviti lo ha visto positivamente. Secondo un sondaggio del settembre 2010, il 65% dei moscoviti tende ad attribuire a Lužkov l'elevata qualità della vita a Mosca. 

### Rimozione dalla carica di sindaco di Mosca
Nel settembre 2010 sui canali centrali furono trasmessi alcuni reportages che criticavano l'operato di Lužkov in veste di sindaco: "L'affare del basco" (Дело в кепке) su NTV e "Licenza di uccidere. La Mosca che abbiamo perso" (Беспредел. Москва, которую мы потеряли) sul canale Rossija-24. Il 27 settembre 2010 Jurij Lužkov consegnò a Sergej Naryškin, capo amministrazione del Presidente della Federazione Russa, una lettera a nome del presidente russo, nella quale esprimeva la sua indignazione sul silenzio di Medvedev riguardo alla trasmissione in televisione di programmi ostili al sindaco.
Il 28 settembre 2010 il presidente della Federazione Russa Dmitrij Medvedev firmava il decreto «Sulla sospensione anticipata dei poteri del sindaco di Mosca» col quale Lužkov veniva esonerato dall'incarico di sindaco di Mosca «in relazione alla perdita di fiducia del presidente della Federazione Russa».

### Dopo la rimozione dalla carica di sindaco
Il 1º ottobre 2010 Lužkov fu nominato decano della facoltà di amministrazione delle grandi città all'Università internazionale di Mosca. L'ordine di nomina fu firmato dal presidente dell'ateneo ed ex sindaco di Mosca (1991-92) Gavriil Popov.
È scomparso nel dicembre 2019 all'età di 83 anni, per complicazioni nel corso di un'operazione chirurgica al cuore a cui si era sottoposto a Monaco di Baviera ed è stato sepolto nel Cimitero di Novodevičij, a Mosca.

## Vita privata
Lužkov ha sposato la prima moglie, Marina Bašilova, nel 1958, e ha avuto due figli con lei, Michail e Aleksandr. Bašilova è morta di cancro al fegato nel 1989. Ha incontrato la seconda moglie, Elena Baturina, di 27 anni più giovane di lui, nel 1987. Si sono sposati nel 1991. Baturina è una donna d'affari russa e l'unica donna miliardaria del paese.  Hanno avuto due figlie, Elena (nata nel 1992) e Ol'ga (nata nel 1994), e possedevano una casa nella ricca zona di Kensington a Londra, acquistata nel 2013 tramite una società offshore domiciliata a Gibilterra.
Lužkov è apparso spesso in pubblico in diversi festival e celebrazioni ed è stato un entusiasta promotore della città. I suoi hobby includevano il tennis e l'apicoltura. Il suo sostegno alla forma fisica era ben noto e una statua del sindaco in abiti da tennis è stata realizzata da Zurab Cereteli.